# Milva Ekonomi
Milva Ekonomi (ur. 31 grudnia 1962 w Tiranie) – albańska polityk, członek Socjalistycznej Partii Albanii, minister stanu ds. standardów i usług w gabinecie premiera Ediego Ramy.  

## Życiorys
Milva Ekonomi urodziła się 31 grudnia 1962 r. w Tiranie. Ukończyła studia w zakresie statystyki i ekonomii na Uniwersytecie Rolniczym oraz studia magisterskie z zarządzania przedsiębiorstwem (MBA) na Uniwersytecie w Tiranie. Ukończyła również szkolenia z zakresu statystyki gospodarczej i społecznej oraz zarządzania w Bureau of Labor Statistics (USA), Eurostat (Luksemburg), Istat (Włochy).
Była wykładowcą na uniwersytecie w Tiranie i Akademii Rolniczej. Publikowała w kraju i za granicą w dziedzinie statystyki, rozwoju społecznego i gospodarczego oraz gender studies. W latach 2000–2011 pełniła funkcję członka Rady Miejskiej Tirany. W latach 2013–2016 była wiceministrem zdrowia. W lutym 2016 r. została mianowana ministrem rozwoju gospodarczego, turystyki, handlu i przedsiębiorczości. W styczniu 2020 r. została przewodniczącą komisji gospodarki i finansów. W grudniu 2020 r. została ministrem rolnictwa i rozwoju obszarów wiejskich. We wrześniu 2021 r. została ministrem stanu ds. standardów i usług w gabinecie premiera Ediego Ramy. Jest członkiem Socjalistycznej Partii Albanii. 